# Wälder zwischen Linz und Neuwied
Wälder zwischen Linz und Neuwied este o arie protejată (arie specială de conservare — SAC, sit de importanță comunitară — SCI) din Germania întinsă pe o suprafață de 2.998 ha, integral pe uscat.

## Localizare
Centrul sitului Wälder zwischen Linz und Neuwied este situat la coordonatele 50°30′45″N 7°22′41″E / 50.5125°N 7.3781°E.

## Înființare
Situl Wälder zwischen Linz und Neuwied a fost declarat sit de importanță comunitară în mai 2004 pentru a proteja 3 specii de animale. Situl a fost protejat și ca arie specială de conservare în octombrie 2005.

## Biodiversitate
Situată în ecoregiunea continentală, aria protejată conține 10 habitate naturale: Lacuri eutrofice naturale cu vegetație de tip Magnopotamion sau Hydrocharition, Cursuri de apă de la nivel de câmpie la nivel montan, cu vegetație Ranunculion fluitantis și Callitricho-Batrachion, Liziere de ierburi înalte hidrofile de câmpie și de nivel montan până la alpin, Fânețe de joasă altitudine (Alopecurus pratensis, Sanguisorba officinalis), Pante stâncoase silicioase cu vegetație casmofită, Păduri de fag Luzulo-Fagetum, Păduri de fag Asperulo-Fagetum, Păduri de stejar sau de stejar și carpen sub-atlantice și medio-europene de Carpinion betuli, Păduri de stejar și carpen Galio-Carpinetum, Păduri aluvionare cu Alnus glutinosa și Fraxinus excelsior (Alno-Padion, Alnion incanae, Salicion albae).
La baza desemnării sitului se află mai multe specii protejate:
- mamifere (1): liliac cu urechi mari (Myotis bechsteinii)
- nevertebrate (2): Austropotamobius torrentium, rădașcă (Lucanus cervus)